# Wouter Van Mechelen
Wouter Van Mechelen (Antwerpen, 8 april 1981) is een voormalig Belgische wielrenner. Zijn broer Joris is ook wielrenner geweest.

## Overwinningen
1997
- Gouden Fiets Eddy Merckx

1998
- Trofee van Vlaanderen Reningelst

1999
- Keizer der Juniores Koksijde

2000
- Belgisch kampioen Omnium, Baan

2001
- Schaal Indekeu Hulshout
- 1e en 2e etappe Ronde van Antwerpen

2002
- 5e etappe Tour du Loir-Et-Cher "E. Provost"
- GP Stad Geel
- 3e etappe Ronde van Vlaams-Brabant
- 4e etappe Ronde van Antwerpen

2003
- 8e etappe Circuit des Mines

2004
- 9e etappe Circuit des Mines
- 3e etappe Tour de la Somme

2005
- GP Emaya Mallorca
- Viane

2006
- Leeuwse Pijl
- Lede
- Brasschaat

## Resultaten in voornaamste wedstrijden
| Jaar | Parijs-Roubaix | Parijs-Brussel |
| ---- | -------------- | -------------- |
| 2005 |                | 52e            |
| 2006 |                | 6e             |
| 2007 | 87e            |                |